# 334 (tal)
334 är det naturliga talet som följer 333 och som följs av 335.

## Inom vetenskapen
- 334 Chicago, en asteroid.

## Inom matematiken
- 334 är ett jämnt tal
- 334 är ett sammansatt tal
- 334 är ett defekt tal